# Chess Creek (Queensland)
Der Chess Creek ist ein Fluss im Südosten des australischen Bundesstaates Queensland.
Der insgesamt etwa 55,5 Kilometer lange Chess Creek entspringt auf einer Höhe von 464 Meter und mündet auf einer Höhe von 339 Meter in den Auburn River.